# Euphemia von Kujawien
Euphemia (poln. Eufemia; * um 1265; † 18. März 1308) war eine polnische Prinzessin und ruthenische Fürstin. Sie entstammte dem Adelsgeschlecht der kujawischen Piasten und heiratete in die Rurikiden ein.

## Leben
Euphemia war Tochter von Herzog Kasimir I von Kujawien († 1267) und der schlesischen Prinzessin Euphrosine von Oppeln. Sie war die Schwester des polnischen Königs Władysław I. Ellenlang. 

## Ehe und Familie
Sie heiratete Juri I. von Galizien von Galizien-Wolhynien. Aus der Ehe gingen die beiden letzten Herzöge von Galizien-Wolhynien hervor:
- Lew II
- Andreas II